# Дворічанська селищна рада
Дворіча́нська се́лищна ра́да — адміністративно-територіальна одиниця та орган місцевого самоврядування у Дворічанському районі Харківської області. Адміністративний центр — селище міського типу Дворічна.

## Загальні відомості

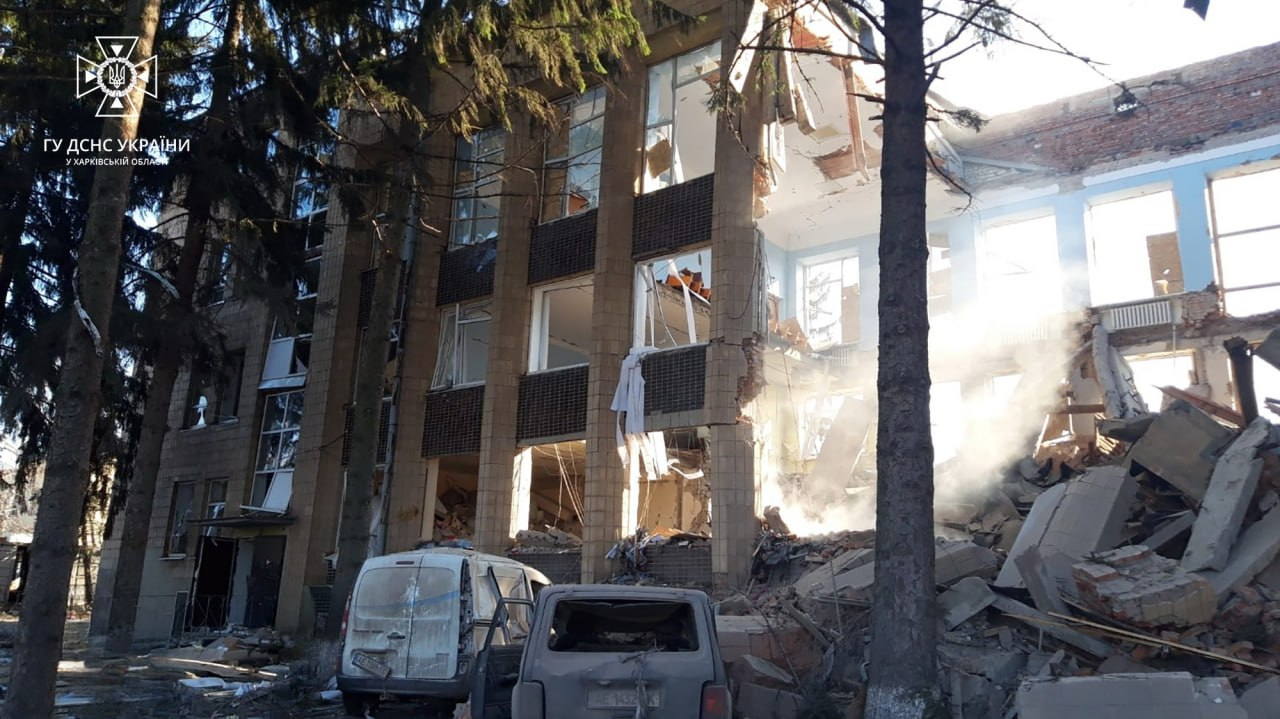
Будівля ради після обстрілу 23 лютого 2023 року

* Дворічанська селищна рада утворена 3 лютого 1943 року.
- Територія ради: 61,834 км²
- Населення ради: 4 760 осіб (станом на 2001 рік)
- Територією ради протікає річка Оскіл.

23 лютого 2023 року будівля ради була зруйнована російським обстрілом.

## Населені пункти
Селищній раді підпорядковані населені пункти:
- смт Дворічна
- с. Западне

## Склад ради
Рада складається з 20 депутатів та голови.
- Голова ради: Магомедов Фархад Ашуралійович
- Секретар ради: Левченко Людмила Валеріївна

### Керівний склад попередніх скликань
| Прізвище, ім'я, по батькові   | Основні відомості                                                        | Дата обрання | Дата звільнення |
| ----------------------------- | ------------------------------------------------------------------------ | ------------ | --------------- |
| Бабика Сергій Миколайович     | Селищний голова, 1957 року народження, безпартійний                      | 26.03.2006   | 31.10.2010      |
| Магомедов Фархад Ашуралійович | Селищний голова, 1957 року народження, освіта вища, член Партії регіонів | 31.10.2010   |                 |

Примітка: таблиця складена за даними сайту Верховної Ради України

### Депутати
За результатами місцевих виборів 2010 року депутатами ради стали:

#### За суб'єктами висування
| Суб'єкт висування                                       | Кількість обраних депутатів | %  |
| ------------------------------------------------------- | --------------------------- | -- |
| Партія регіонів                                         | 14                          | 70 |
| Політична партія Всеукраїнське об'єднання «Батьківщина» | 2                           | 10 |
| Самовисування                                           | 2                           | 10 |
| Комуністична партія України                             | 1                           | 5  |
| Соціалістична партія України                            | 1                           | 5  |

#### За округами
| № округу                                                | Прізвище, ім'я, по батькові       | Дата визнання обраним | Освіта  | Партійна приналежність                        | Відомості про обраного депутата                                |
| ------------------------------------------------------- | --------------------------------- | --------------------- | ------- | --------------------------------------------- | -------------------------------------------------------------- |
| Комуністична партія України                             |                                   |                       |         |                                               |                                                                |
| 10                                                      | Крістанс Ольга Костянтинівна      | 03.11.2010            | вища    | позапартійна                                  | Дворічанський територіальний центр, економіст                  |
| Партія регіонів                                         |                                   |                       |         |                                               |                                                                |
| 1                                                       | Бабай Людмила Василівна           | 03.11.2010            | вища    | член Партії регіонів                          | Дворічанський центр дитячої та юнацької творчості, методист    |
| 4                                                       | Бологова Тетяна Миколаївна        | 03.11.2010            | вища    | член Партії регіонів                          | Дворічанська райдержадміністрація, начальник відділу           |
| 5                                                       | Горделян Світлана Олегівна        | 03.11.2010            | вища    | член Партії регіонів                          | Дворічанський районний центр зайнятості, головний спеціаліст   |
| 7                                                       | Леонтьєва Світлана Вікторівна     | 03.11.2010            | вища    | член Партії регіонів                          | ВАТ"Харківське підприємство автобусних станцій", старший касир |
| 8                                                       | Дорошенко Любов Миколаївна        | 03.11.2010            | вища    | член Партії регіонів                          | пенсіонер                                                      |
| 9                                                       | Полторацька Тетяна Олексіївна     | 03.11.2010            | вища    | член Партії регіонів                          | Дворічанська філія ВАТ"Харківгаз", медична сестра              |
| 11                                                      | Юркова Ніна Іванівна              | 03.11.2010            | вища    | член Партії регіонів                          | Дворічанська селищна рада, спеціаліст І-ї категорії            |
| 12                                                      | Русо Анна Миколаївна              | 03.11.2010            | вища    | член Партії регіонів                          | Дворічанський районний центр зайнятості, головний спеціаліст   |
| 13                                                      | Нейман Павло Володимирович        | 03.11.2010            | вища    | член Партії регіонів                          | Дворічанський районний центр зайнятості, головний спеціаліст   |
| 14                                                      | Альбоща Ольга Олександрівна       | 03.11.2010            | вища    | член Партії регіонів                          | Дворічанська селищна рада, спеціаліст 2 категорії              |
| 16                                                      | Луганська Олена Петрівна          | 03.11.2010            | вища    | член Партії регіонів                          | Дворічанська селищна рада, секретар                            |
| 17                                                      | Саніна Ольга Іванівна             | 03.11.2010            | вища    | член Партії регіонів                          | Дворічанська райдержадміністрація, начальник відділу           |
| 18                                                      | Мамонова Раїса Іванівна           | 03.11.2010            | вища    | член Партії регіонів                          | пенсіонер                                                      |
| 20                                                      | Пєстова Наталія Анатоліївна       | 03.11.2010            | середня | член Партії регіонів                          | тимчасово не працює                                            |
| Політична партія Всеукраїнське об'єднання «Батьківщина» |                                   |                       |         |                                               |                                                                |
| 2                                                       | Бєлко Тетяна Володимирівна        | 03.11.2010            | вища    | член Всеукраїнського об'єднання «Батьківщина» | ДДЗ «Колосок», вихователь                                      |
| 19                                                      | Андріанов Володимир Олександрович | 03.11.2010            | вища    | член Всеукраїнського об'єднання «Батьківщина» | Западнянський фельдшерсько-акушерський пункт, завідувач        |
| Соціалістична партія України                            |                                   |                       |         |                                               |                                                                |
| 6                                                       | Кущ Наталія Олексіївна            | 03.11.2010            | вища    | член Соціалістичної партії України            | приватний підприємець                                          |
| Самовисування                                           |                                   |                       |         |                                               |                                                                |
| 3                                                       | Сомов Микола Петрович             | 03.11.2010            | вища    | член Політичної партії «Фронт Змін»           | пенсіонер                                                      |
| 15                                                      | Левченко Людмила Валеріївна       | 03.11.2010            | середня | член Партії регіонів                          | тимчасово не працює                                            |